# Nicole Hackett
Pour les articles homonymes, voir Hackett.
Nicole Hackett, née le 10 décembre 1978 à Sydney, est une triathlète australienne, championne du monde en 1991.

## Biographie
Nicole Hackett participe au premier triathlon olympique aux Jeux olympiques d'été de 2000 à Sydney en Australie. Elle se place 9e avec un temps de 2 h 3 min 10 s 81.

## Palmarès
Le tableau présente les résultats les plus significatifs (podium) obtenus sur le circuit international de triathlon depuis 1998.
| Année | Compétition                                | Pays        | Position          | Temps           |
| ----- | ------------------------------------------ | ----------- | ----------------- | --------------- |
| 2004  | Coupe du monde - l'étape de Gamagori       | Japon       |                   | 2 h 10 min 11 s |
| 2004  | Championnat d'Océanie                      | Australie   |                   | 2 h 5 min 37 s  |
| 2002  | Coupe du monde - l'étape de Makuhari       | Japon       |                   | 2 h 1 min 51 s  |
| 2002  | Coupe du monde - l'étape de Gamagori       | Japon       |                   | 1 h 58 min 35 s |
| 2002  | Coupe du monde - l'étape d'Ishigaki        | Japon       |                   | 1 h 58 min 25 s |
| 2002  | Jeux du Commonwealth                       | Royaume-Uni |                   | 2 h 3 min 41 s  |
| 2001  | Coupe du monde - l'étape de Toronto        | Canada      |                   | 2 h 2 min 40 s  |
| 2001  | Coupe du monde - l'étape de Gamagori       | Japon       |                   | 1 h 57 min 32 s |
| 2000  | Championnat du monde                       | Australie   |                   | 1 h 54 min 43 s |
| 1999  | Coupe du monde - l'étape de Gamagori       | Japon       |                   | 1 h 55 min 20 s |
| 1999  | Coupe du monde - l'étape d'Ishigaki        | Japon       |                   | 2 h 0 min 7 s   |
| 1998  | Grand Prix de triathlon - Étape de Bourges | France      | Médaille d'argent | Timing          |